# Carrapatas
Carrapatas es una freguesia portuguesa del municipio de Macedo de Cavaleiros, con 6,70 km² de superficie y 225 habitantes (2001). Su densidad de población es de 33,6 hab/km².